# Kurt Hickethier
Kurt Hickethier (* 22. Oktober 1891 in Nebra; † 2. Februar 1958 in Dies) war ein deutscher Alternativmediziner und wurde durch seine Weiterentwicklung der Antlitzanalyse nach Wilhelm Heinrich Schüßler, die er „Sonnerschau“ nannte, bekannt. Bei der Sonnerschau werden angebliche Mineralstoffmängel anhand von Merkmalen im Gesicht eines Menschen festgestellt, die dann durch die Gabe von Schüßler-Salzen ausgeglichen werden sollen.
Von Beruf war Hickethier Polizeisekretär. Über seine Erkrankung an der Bechterewschen Krankheit stieß Kurt Hickethier auf die Heilweise von Wilhelm Schüßler. Diese beeindruckte ihn so sehr, dass er die Antlitzanalyse von Schüßler weiterentwickelte. Er kontrollierte seine Erkenntnisse zuerst an sich selbst und konnte angeblich dadurch seine Erkrankung zum Stillstand bringen und mehr als 40 Jahre lang beschwerdefrei leben.
Nach seinen Forschungen, die allerdings keinen wissenschaftlichen Standards genügten, ging Hickethier an die Öffentlichkeit. Er errichtete zwei Kurhäuser, in denen er neben der Sonnerschau auch Gesundheitsbäder und Rückgratpflege (eine spezielle Nervenmassage) anbot. In Anerkennung seiner Forschung im Bereich der Antlitzanalyse wurde ihm im Jahr 1926 der Doctor of Naturopathy vom Pittsburgh College of Naturopathy/USA verliehen, einer alternativmedizinischen Institution. Von diesem Zeitpunkt an machte Hickethier der immer größer werdende Widerstand der Wissenschaft gegen seine Methode zu schaffen.
Im Jahr 1938 wurde von der NSDAP über Hickethier aus „politischen Gründen“ ein Berufsverbot verhängt. Trotz Verfolgung, Beschlagnahmung seiner beiden Kurhäuser und Enteignung seines gesamten Besitzes durch die russische Besatzungsmacht konnte er nach seiner Flucht in den Westen Deutschlands seine Behandlungen fortsetzen.